# Vodna raketa
Vodna raketa je tip rakete, ki uporablja vodo kot reakcijsko maso. Vodne rakete se uporabljajo v modelarstvu in za rekreacijo. Po navadi se uporablja plastenke. Vodo iz plastenke potiska stisnjen zrak (ali pa drug plin). Tlak polnjenja je do nekje 10 barov, približno toliko, kot vzdrži običajna plastenka. Zrak se stisne s pomočje navadne kolesarske tlačilke ali pa s kompresorjem. Vodna raketa deluje po principu 3. Newtonovega zakona.
Svetovni rekord za najvišje doseženo nadmorsko višino vodne rakete 623 metrov, postavljen 14. junija 2007. V praksi je višina precej manjša.